# Casamento de Guilherme, Grão-Duque Herdeiro de Luxemburgo, e Condessa Stéphanie de Lannoy
O casamento do príncipe Guilherme, Grão-Duque Herdeiro de Luxemburgo e Stéphanie de Lannoy teve lugar durante os dias 19 de outubro e 20 de outubro de 2012.  A cerimónia civil foi realizada em 19 de outubro, seguida por uma cerimónia católica romana na Catedral de Notre-Dame na Cidade do Luxemburgo no dia seguinte. O casamento em 2012 marcou o maior evento do grão-ducado para a família grão-ducal do Luxemburgo e do país nos últimos anos. 
Guilherme foi o último solteiro herdeiro de uma monarquia na Europa antes do casamento.

## As famílias do noivo e da noiva e o noivado

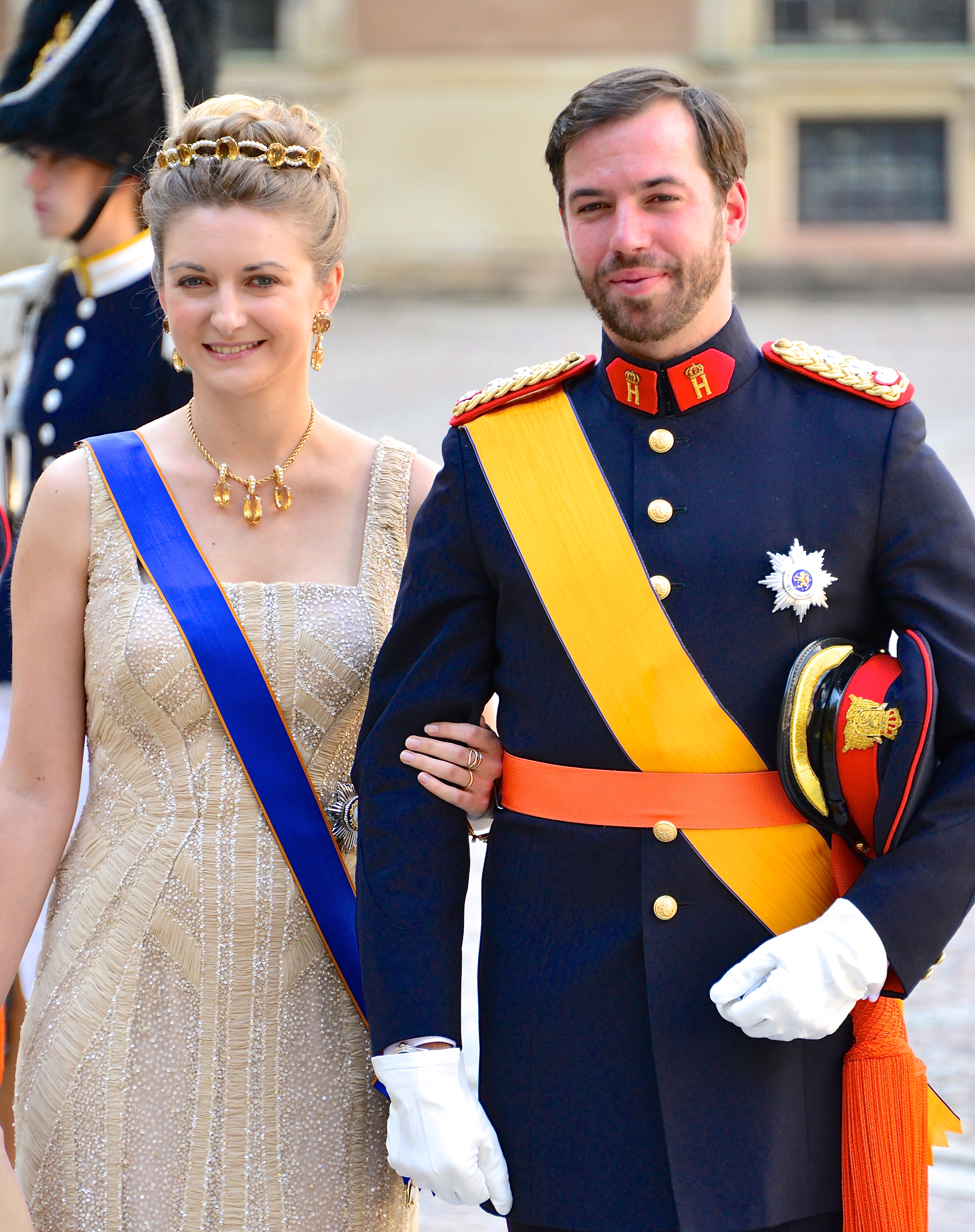
Guilherme e Stéphanie, 8 de junho de 2013

A Casa de Nassau-Weilburg, que inclui a família grão-ducal, tem liderado o Luxemburgo desde 1890. Guillherme está definido para suceder o seu pai, Henri, como o sétimo Grão-Duque do Luxemburgo após a morte do último ou abdicação. 
Stéphanie de Lannoy é membro de uma família nobre belga, considerada uma das mais antigas famílias aristocráticas da Europa. Ela é a mais nova de oito irmãos e irmãs. Tem pós-graduação na Universidade Católica de Louvain, fala francês, alemão e russo. 
A união de Guilherme e Stéphanie não era controversa. Guilherme e Stéphanie já se conheciam há muitos anos.  O casal começou a namorar em 2009. Anunciaram o noivado em abril de 2012. O príncipe Guilherme tinha 30 anos e Stéphanie tinha 28 anos no momento de seu casamento em outubro 2012.  
A mãe de Stephanie, Alix de Lannoy, morreu vítima de um acidente vascular cerebral em 26 de agosto de 2012, apenas dois meses antes do casamento.  
Estima-se que o casamento terá custado cerca de 500 mil euros (US$ 650 000), pagos com os impostos dos luxemburgueses. A cerimónia de dois dias incluiu: feiras públicas, fogos de artifício e concertos, todos os eventos abertos ao público. 
O processo de Stephanie para obter com a cidadania luxemburguesa foi expedida antes do casamento, o que causou certa polêmica no Luxemburgo. Ela tornou-se uma luxemburguesa, naturalizada a 19 de outubro de 2012.

## Cerimónia

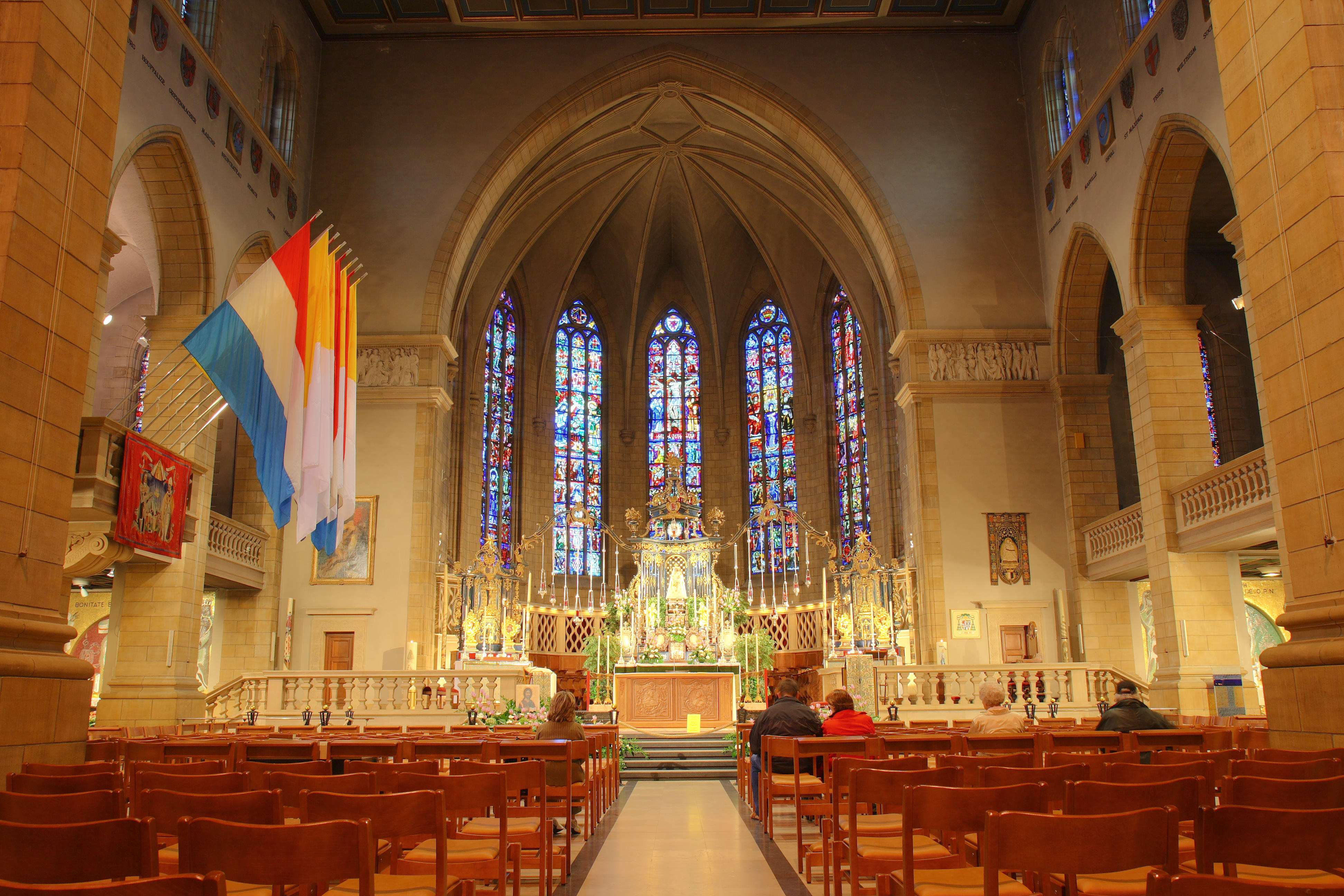
Interior da Catedral de Notre-Dame do Luxemburgo

### Cerimónia civil
O príncipe Guilherme e a condessa Stéphanie casaram-se numa pequena cerimónia civil em 19 de outubro de 2012, conduzido pelo prefeito do Luxemburgo, Xavier Bettel .

### Cerimónia religiosa

Monograma duplo do príncipe Guilherme e da princesa Stephanie

A cerimônia católica do casamento foi realizada na Catedral de Notre Dame, no dia seguinte. A cerimónia, que começou pouco depois das 11:00 horas do dia 20 de outubro foi presidida pelo arcebispo Jean-Claude Hollerich da Arquidiocese de Luxemburgo. O tempo no dia da cerimónia foi descrito como "excepcionalmente quente". Stéphanie foi escoltada até à Catedral por o seu irmão mais velho, o conde Jehan. Guilherme, Grão-Duque Herdeiro do Luxemburgo chegou à cerimônia com a sua mãe, a grã-duquesa Maria Teresa de Luxemburgo.
A noiva e o noivo trocaram anéis de casamento criados inteiramente por o comércio de justo ouro. O casal trocou um beijo público diante de uma multidão de simpatizantes na varanda do Palácio Grão-Ducal após a cerimónia.

### Roupas do casamento
O vestido de noiva de Stephanie foi desenhado pelo  estilista libanês Elie Saab. O vestido foi descrito como um "vestido de marfim e rendas, bordado com prata filigrana", com "mangas de três quartos." O seu vestido foi acompanhado por um véu de seda de tule, com um motivo de prata e desenhos florais à direita pé atrás dela usou a tiara da família Lannoy. O príncipe Guilherme usava a farda militar luxemburguesa.

### Dama de honra e pagens
As damas de honor e pagens foram a irmã do noivo e os sobrinhos da noiva:  
- Princesa Alexandra de Luxemburgo
- Antonia Hamilton
- Príncipe Gabriel de Nassau
- Condessa Caroline de Lannoy
- Condessa Louise de Lannoy
- Isaure de le Tribunal
- Lancelot de le Tribunal
- Madeleine Hamilton

## Lista de convidados

### Pronomes de tratamento dos convidados
SM = Sua Majestade
SAI&R = Sua Alteza Imperial & Real
SAI = Sua Alteza Imperial
SAR = Sua Alteza Real
SA = Sua Alteza
SAS = Sua Alteza Sereníssima

### Família do noivo

#### Família Grão-Ducal do Luxemburgo
- SAR o grão-duque João de Luxemburgo (avô paterno do noivo)
  - SAR o grão-duque Henrique e a grã-duquesa Maria Teresa de Luxemburgo (pais do noivo)
    - SAR o Príncipe Félix e Claire Lademacher (irmão do noivo e sua namorada)
    - SAR o Príncipe Luís e Princesa Tessy (irmão e cunhada do noivo)
      - SAR o Príncipe Gabriel de Nassau (sobrinho do noivo)
      - SAR o Príncipe Noah de Nassau (sobrinho do noivo)

    - SAR a Princesa Alexandra (irmã do noivo)
    - SAR o Príncipe Sébastien (irmão do noivo)

  - SAI&R a Arquiduquesa Marie-Astrid e o Arquiduque Carl Christian da Áustria (tia paterna do noivo e tio)
    - SAI&R a Arquiduquesa Marie Christine e o Conde Rodolphe de Limburg-Stirum (prima do noivo e seu marido)
    - SAI&R o Arquiduque Imre e a Arquiduquesa Kathleen da Áustria (primo do noivo e sua esposa)
    - SAI&R o Arquiduque Cristoph da Áustria e Adélaïde Drapé-Frisch (primo do noivo e sua noiva)
    - SAI&R o Arquiduque Alexandre da Áustria (primo do noivo)
    - SAI&R a Arquiduquesa Gabriella da Áustria (prima do noivo)

  - SAR o Príncipe João e Condessa Diane de Nassau, (tio paterno do noivo e tia)
    - SAR a Princesa Marie-Gabrielle de Nassau (prima do noivo)
    - SAR o Príncipe Constantin de Nassau (primo do noivo)
    - SAR o Príncipe Venceslau de Nassau (primo do noivo)
    - SAR o Príncipe Carl-Johan de Nassau (primo do noivo)

  - SAR a Princesa Margaretha e o Príncipe Nikolaus de Liechtenstein (tia paterna do noivo e tio)
    - SAS a Princesa Maria-Anunciata de Liechtenstein (prima em primeiro grau do noivo)
    - SAS a Princesa Marie-Astrid de Liechtenstein (prima em primeiro grau do noivo)
    - SAS o Príncipe Josef-Emanuel de Liechtenstein (primo do noivo)

  - SAR o Príncipe Guillaume e Princesa Sibilla (tio paterno do noivo e tia)
    - SAR o Príncipe Paul Louis de Nassau (primo do noivo)
    - SAR o Príncipe Léopold de Nassau (primo do noivo)
    - SAR a Princesa Charlotte de Nassau (prima do noivo)
    - SAR o Príncipe Jean de Nassau (primo do noivo)

#### Família extensa
- Descendentes da princesa Elisabeth, Duquesa de Hohenberg (tia-avó paterna do noivo):
  - SAS a Princesa Anna de Hohenberg e Conde Andreas de Bardeau (prima-tia do noivo e seu marido)
  - SAS a Princesa Sophie de Hohenberg e Jean-Louis de Potesta (prima-tia do noivo e seu marido)
- Descendentes da princesa Marie-Adélaïde, Condessa Henckel von Donnersmarck (tia-avó paterna do noivo):
  - Condessa Charlotte Henckel e Conde Christoph Johannes von Meran (prima-tia do noivo e seu marido)
- Descendentes da princesa Marie Gabriele, Condessa viúva de Holstein-Ledreborg (tia-avó paterna do noivo):
  - Condessa Lydia de Holstein-Ledreborg (prima-tia do noivo)
  - Condessa Veronica de Holstein-Ledreborg (prima-tia do noivo)
  - Condessa Silvia de Holstein-Ledreborg e John Munro (prima-tia do noivo e seu marido)
  - Condessa Antonia de Holstein-Ledreborg (prima-tia do noivo)
- Descendentes do príncipe Carlos de Luxemburgo (tio-avô paterno do noivo)
  - SAR a Princesa Charlotte e Marc-Victor Cunningham (prima-tia do noivo e seu marido)
  - SAR o Príncipe Robert e Princesa Julie (primo-tio do noivo e sua esposa)
- A princesa Alice, Princesa viúva de Ligne (tia-avó paterna do noivo):
  - SA Miguel, Príncipe de Ligne e Eleonora, Princesa de Ligne (primo-tio dos noivos e sua esposa)
    - SA a Princesa Alix de Ligne (prima em segundo grau dos noivos)

  - SA o Príncipe Wauthier de Ligne e a Condessa Regine von Renesse (primo-tio dos noivos e sua esposa)
    - SA a Princesa Elisabeth-Eleonore de Ligne e o Barão Baudouin Gillès de Pelichy (prima em segundo grau dos noivos e seu marido)

  - SA a Princesa Anne de Ligne e Olivier Mortgat (prima-tia dos noivos e seu marido)
  - SA a Princesa Sophie, Condessa de Nicolay (prima-tia dos noivos)
  - SA o Príncipe Antoine-Lamoral de Ligne e a Condessa Jacqueline de Lannoy (primo-tio dos noivos e sua esposa prima-tia segunda da noiva)
  - SA a Princesa Yolande e Hugo Townshend (prima-tia dos noivos e seu marido)
- Hélène Vestur (ex-mulher do príncipe João)

#### Família materna do noivo
- Luis e Nicole Mestre (tio e tia maternos do noivo)
  - Maike Mestre (primo do noivo)
  - Luis Mestre (primo do noivo)
- Antonio Mestre (tio materno do noivo)
- Catalina Esteve (tia materna do noivo)
  - Natalia Esteve (prima do noivo)
  - Katarina Esteve (prima do noivo)
  - Victoria Esteve (prima do noivo)

### Família da noiva

#### família de Lannoy
- O Philippe, Conde de Lannoy (pai da noiva)
  - Conde Jehan de Lannoy (irmão da noiva)
    - Condessa Caroline de Lannoy (sobrinha da noiva)
    - Condessa Louise de Lannoy (sobrinha da noiva)

  - Conde Christian e Condessa Luisa de Lannoy (irmão e cunhada da noiva)
  - Condessa Nathalie e John Hamilton (irmã e cunhado da noiva)
    - Antonia Hamilton (sobrinha da noiva)
    - Charlotte Hamilton (sobrinha da noiva)
    - Madeleine Hamilton (sobrinha da noiva)

  - Condessa Gaëlle de Lannoy (irmã da noiva)
  - Conde Amaury de Lannoy (irmão da noiva)
  - Conde Olivier e Condessa Alice de Lannoy (irmão e cunhada da noiva)
  - Condessa Isabelle e Jean-Charles de le Court (irmã e cunhado da noiva)
    - Isaure de le Court (sobrinha da noiva)
    - Lancelot de le Court (sobrinho da noiva)
- Condessa Chantal de Lannoy (tia paterna da noiva)
  - Condessa Christine e Conde Bruno de Limburg Stirum (prima da noiva e seu marido)
- Condessa Isabelle de Lannoy (tia paterna da noiva)
- Conde Claude e Condessa Claudine de Lannoy (tio paterno da noiva e tia)

#### Família materna da noiva
- Ladislas e Anne della Faille de Leverghem (tio e tia maternos da noiva)
- Lydia e Dominique de Schaetzen (tia e tio maternos da noiva)
- Dominique e Claude della Faille de Lerverghem (tio e tia maternos da noiva)
- Arnaud e Marie-Pascale della Faille de Lerverghem (tio e tia maternos da noiva)

### Realeza reinante

#### Bélgica
- SM a rainha Fabíola da Bélgica
- SM o rei Alberto II da Bélgica e a rainha Paula da Bélgica
  - SAR o príncipe Filipe, Duque de Brabante e a princesa Matilde, Duquesa de Brabante
  - SAI&R a princesa Astrid da Bélgica e o príncipe Lorenzo da Bélgica, Arquiduque da Áustria-Este
    - SAI&R o príncipe Amedeo da Bélgica

  - SAR o príncipe Lourenço da Bélgica e a princesa Claire da Bélgica

#### Dinamarca
- SM a rainha Margarida II da Dinamarca e SAR Henrique, Príncipe Consorte da Dinamarca
  - SAR Frederico, Príncipe Herdeiro da Dinamarca e a princesa Maria, Princesa Herdeira da Dinamarca
- Conde Axel e Condessa Jutta de Rosenborg

#### Japão
- SAI Naruhito, Príncipe Herdeiro do Japão(representando o Imperador Akihito do Japão)

#### Jordânia
- SAR o príncipe Hassan bin Talal da Jordânia e a princesa Sarvath al-Hassan da Jordânia (representando o Rei Abdullah II da Jordânia) 
  - SAR o príncipe Rashid bin Hassan da Jordânia e a princesa Zeina al-Rashid da Jordânia

#### Liechtenstein
- SAS o príncipe Hans-Adam II do Liechtenstein e a princesa Maria de Liechtenstein
- SAS a princesa Isabelle de Liechtenstein
  - SAS o príncipe Venceslau de Liechtenstein
- SAS a princesa Norberta, Marquesa Viúva Mariño

#### Mônaco
- SAR a princesa Carolina do Mônaco, Princesa de Hanôver (representando o Príncipe Alberto II de Mônaco)

#### Marrocos
- SAR Lalla Salma, Princesa Consorte de Marrocos (representando o Rei Maomé VI de Marrocos)

#### Países Baixos
- SM a rainha Beatriz dos Países Baixos
  - SAR o príncipe Guilherme, Príncipe de Orange e a princesa Máxima dos Países Baixos

#### Noruega
- SM o rei Haroldo V da Noruega e a rainha Sónia
  - SAR Haakon, Príncipe Herdeiro da Noruega e Mette-Marit, Princesa Herdeira da Noruega
  - SA Marta Luísa da Noruega e Ari Behn

#### Catar
- Sheika Al-Mayassa bint Hamad bin Khalifa Al-Thani do Qatar (representando o Emir Hamad bin Khalifa do Qatar)
- Sheikh Hamad bin Jassim bin Jaber bin Mohammed bin Thani Al Thani do Qatar

#### Espanha
- SAR Felipe, Príncipe das Astúrias e Letícia, Princesa das Astúrias (representando o Rei Juan Carlos I da Espanha)

#### Suécia
- SM a rainha Sílvia da Suécia
  - SAR Vitória, Princesa Herdeira da Suécia e o príncipe Daniel, Duque da Gotalândia Ocidental
  - SAR príncipe Carlos Filipe, Duque de Varmlândia
  - SAR príncipe Daniel, Duque da Gotalândia Ocidental

#### Reino Unido
- SAR príncipe Eduardo, Conde de Wessex, e Sofia, Condessa de Wessex (representando a Rainha Elizabeth II do Reino Unido)

### Realeza não reinantes

#### Áustria
- SAI&R a Arquiduquesa Maria Beatrice, Condessa Riprand von und zu Arco-Zinneberg
  - Condessa Anna von und zu Arco-Zinneberg
  - Condessa Olympia von und zu Arco-Zinneberg
- SAI&R o Arquiduque Martin e Arquiduquesa Katharina da Áustria-Este
- SAI&R a Arquiduquesa Isabella e o Conde Andrea Czarnocki-Lucheschi
- SAI&R o Arquiduque István e Arquiduquesa Paola da Áustria
- SAI&R a Arquiduquesa Yolande da Áustria
  - SAI&R o Arquiduque Rudolf e Arquiduquesa Marie-Hélène da Áustria
    - SAI&R a Arquiduquesa Priscila da Áustria
- SAI&R a Aquiduquesa Anna Gabriele da Áustria
  - SAI&R a Arquiduquesa Maria Anna e o Príncipe Peter Galitzine
  - SAI&R l Arquiduque Karl Peter e Arquiduquesa Alexandra da Áustria
  - SAI&R o Arquiduque Simeão e Arquiduquesa Maria da Áustria
  - SAI&R a Arquiduquesa Catarina-Maria da Áustria e o Conde Massimiliano Secco d'Aragona
- SAI&R o Aarquiduque Michael e a Arquiduquesa Christiana da Áustria
- SAI&R a Arquiduquesa Sophie e o Príncipe de Windisch-Graetz

#### Baden
- SAR o princípe Maximiliano, Marquês de Baden e a princesa Valeria, Marquêsa de Baden
  - SAR o príncipe Bernardo, Príncipe hereditário de Baden e a princesa Stephanie, Princesa hereditária de Baden

#### Baviera
- SAR o príncipe Max, Duque da Baviera e a princesa Isabel, Duquesa da Baviera
- SAR o príncipe Ludwig da Baviera
- SAR a princesa Gabriele, Duquesa viúva de Croÿ
  - SAR Rodolfo, 15.º Duque de Croÿ e Alexandra, Duquesa de Croÿ

#### Parma
- SAR Carlos, Duque de Parma e Annemarie, Duquesa de Parma
- SAR a princesa Francisca de Boirbon-Parma, Princesa de Lobkowicz
  - SAS o príncipe Charles-Henri de Lobkowicz

#### Bulgária
- SM o czar Simeão II da Búlgaria e a czarina Margarita da Búlgaria[2]
  - SAR Mirian, Princesa de Turnovo
  - SAR Kyril, Príncipe de Preslav

#### França
- SAR o príncipe João, Duque de Vendôme e a princesa Filimena, Duquesa de Vendôme
- SAI Jean-Christophe, Príncipe Napoleão

#### Grécia
- SM o rei Constantino II da Grécia e a rainha Ana Maria da Grécia
  - SAR Paulo, Príncipe Herdeiro da Grécia e Maria Chantal, Princesa Herdeira da Grécia

#### Itália
- SAR Emanuel Felisberto, Príncipe de Veneza e Piemonte e Clotilde, Princesa de Veneza e Piemonte

#### Löwenstein-Wertheim-Rosenberg
- SAS Alois-Constantino, 9.º Príncipe de Löwenstein-Wertheim-Rosenberg e Anastásia, Princesa de Löwenstein-Wertheim-Rosenberg

#### Brasil
- SAR o princípe D. Antônio João de Orléans e Bragança e a princesa D. Christine de Ligne de Orléans e Bragança (representando D. Luíz, Chefe da Casa Imperial do Brasil)

#### Portugal
- SAR D. Duarte Pio, Duque de Bragança e D. Isabel, Duquesa de Bragança

#### Prússia
- SAR o príncipe Jorge Frederico da Prússia

#### Sayn-Wittgenstein-Berleburg
- SAS a princesa Alexandra e Conde Jefferson von Pfeil und Klein-Ellguth
- SAS Alexandre, Príncipe zu Sayn-Wittgenstein-Sayn e Gabriela, Princesa de Sayn-Wittgenstein-Sayn

#### Romênia
- SAR a princesa Margarida e o príncipe Radu da Romênia

#### Waldburg zu Zeil und Trauchburg
- Duquesa Mathilde, Princesa de Waldburg zu Zeil und Trauchburg

#### Iugoslávia
- SAR Alexandre, Príncipe Herdeiro da Iugoslávia e Catarina, Princesa Herdeira da Iugoslávia[3]

### Nobreza
- Princesa Dainé d'Arenberg
- Lady Brabourne
  - O Hon. Alexandra Knatchbull
- O Príncipe e a Princesa de Mérode
  - Princesa Blanche e Barão Philipp von und zu Bodman
- O Príncipe e a Princesa de Stolberg-Stolberg
- Princesa Louise de Stolberg-Stolberg

### Outros convidados notáveis
- Jean-Claude Juncker, primeiro-ministro do Luxemburgo
- Xavier Bettel, prefeito da cidade de Luxemburgo, e seu parceiro
- José Manuel Barroso, Presidente da Comissão Europeia

Cerca de 270 cidadãos do Grão-Ducado do Luxemburgo assistiram à cerimónia de casamento.